# Le Miraculé
Pour plus de détails, voir Fiche technique et Distribution.
Le Miraculé est un film français réalisé par Jean-Pierre Mocky, sorti en 1987.
Inspiré d'une nouvelle de George Langelaan, « Le Miracle », tirée de son recueil Nouvelles de l'Anti-Monde, le film dresse une satire du mercantilisme régnant autour du pèlerinage catholique de Lourdes en racontant le pèlerinage à Lourdes d'un faux handicapé, poursuivi par un assureur qui entend révéler la supercherie de l'usurpateur. C'est aussi le dernier film en commun de Michel Serrault et Jean Poiret.

## Synopsis
Papu, chiffonnier de son état, est un être grossier qui gagne sa vie en trichant aux jeux de cartes et en vendant des ballons. C'est d'ailleurs en vendant des ballons qu'un soir Papu se fait renverser par une voiture. Prompt à saisir l'occasion, il simule une paralysie des jambes afin de toucher une importante somme d'argent de l'assurance.
Mais c'est compter sans la vigilance de Ronald Fox-Terrier, assureur — réellement devenu muet à la suite d'une bavure. Son collègue Plombie lui révèle que Papu, avec l'assistance de sa patronne Sabine — ancienne prostituée devenue servante de Dieu —, va faire un voyage à Lourdes afin que le soi-disant paralysé retrouve l'usage de ses jambes.
Décidé à poursuivre Papu afin de le pousser à la faute, Fox-Terrier monte dans le train transportant les pèlerins à Lourdes. Au cours du voyage, il rencontre divers personnages : Angelica, une prétendue gitane, l'abbé Humus, secrétaire de Monseigneur l'évêque lui-même chargé d'accompagner et d'animer le pèlerinage, ainsi que le simulateur, lequel a vite fait de repérer les intentions de l'assureur.
Joulin, un officiel « peu catholique », a également remarqué la supercherie de Papu. Il décide cependant de ne rien dire et d'exploiter le futur « miracle », afin de relancer le commerce local. Cependant, Angelica — qui elle aussi a parfaitement compris que le prétendu paralytique n'est qu'un simulateur —, entend obtenir une part du gâteau.

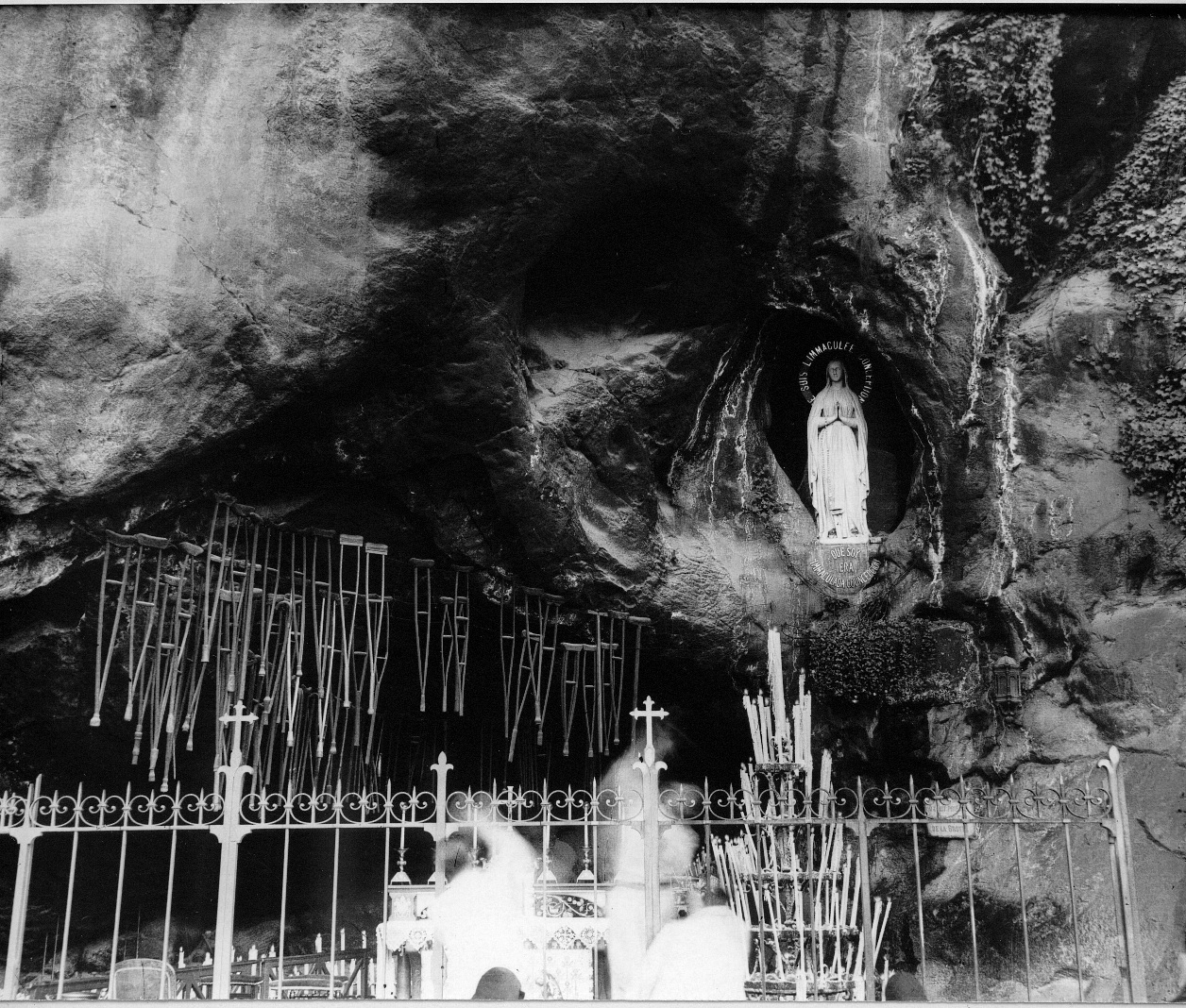
La grotte de Massabielle à Lourdes.

Arrivé à Lourdes, Papu ruse pour échapper à ses poursuivants. Fox-Terrier, quant à lui, après avoir été largué en rase campagne avec Sabine, retrouve la trace du simulateur ainsi que celle de la Gitane, mais se fait malencontreusement capturer par des invalides en fauteuil roulant, qui entendent lui faire passer « un mauvais quart d'heure » pour avoir usurpé la place d'un paralytique. Papu libère le malheureux assureur in extremis du terrible châtiment qui l'attendait.
Les pèlerins se rassemblent dans la grotte miraculeuse, rejoints par les protagonistes de l'histoire. Contre sa volonté, Papu est propulsé dans l'eau, dont la très basse température provoque instantanément chez le malheureux une véritable paralysie, tandis que Fox-Terrier, qui a sauté dans l'eau lui aussi, retrouve miraculeusement l'usage de la parole, à ce détail près qu'il n'est capable de parler que l'anglais ! Quoi qu'il en soit, il est donc devenu Le Miraculé de Lourdes.

## Fiche technique
- Titre : Le Miraculé
- Réalisation : Jean-Pierre Mocky
- Scénario : Jean-Pierre Mocky, Patrick Granier et Jean-Claude Romer, d'après la nouvelle « Le Miracle » de George Langelaan (Nouvelles de l'Anti-Monde)
- Assistants réalisateur : Richard Debuisne, Gilbert Guichardière, Jean-Paul Massoni, Thierry Nahon
- Photographie : Marcel Combes
- Son : Philippe Combes, assisté de Frédéric Ulmann
- Musique : Jorge Arriagada et Michael Nyman (éditions musicales : IG Musique)
- Chorale A cœur joie la bressadienne sous la direction de Thierry Thiebault
- Montage : Jean-Pierre Mocky et Bénédicte Teiger, assistés de Clémence Lafarge
- Décors : Etienne Méry, Patrice Renault, Jean-Claude Sévénet, assistés de Clorinde Méry
- Costumes : Jeannine Gonzalez, assistée de Monique Tourret et Cathy Sutera
- Production déléguée : Jean Cazes et Denis Freyd
  - Directeur de production : Bernard Bourgade
- Sociétés de production : Initial Groupe, Koala-Films, FR3 Films, Production Cofimage
- Société de distribution : Cannon France
- Format : couleur - 35 mm
- Pays d'origine :  France
- Genre :  comédie
- Durée : 88 minutes
- Date de sortie : France : 18 février 1987
- Visa d'exploitation : 62870
- Affiche : Léo Kouper (France)

## Distribution
- Michel Serrault : Ronald Fox Terrier
- Jean Poiret : Papu
- Jeanne Moreau : Sabine, dite « La Major »
- Sylvie Joly : Mme Fox Terrier
- Jean Rougerie : Monseigneur
- Roland Blanche : Plombie
- Sophie Moyse : Angelica, la "gitane"
- Marc Maury : l'abbé Humus
- Hervé Pauchon : Joulin
- Jean Abeillé : Victor
- Georges Lucas : le miraculé Dulac
- Dominique Zardi : Rondolo
- Antoine Mayor : le clown
- Olivier Hémon et Eric Dod : les Cyranos
- Gaby Agoston : le grand-père aux ballons
- Jac Berrocal : un membre de l'association
- Jean-Pierre Clami et Luc Delhumeau : les policiers
- Patrick Fontana : Ahmed
- Lisa Livane : la dame violette
- Francky Pain : Mapouletta
- Pierre-Marcel Ondher : l'Écossais
- Marie-Christine Robert : Flora
- Jacky Tertrin : Armand
- Jean-Pierre Mocky : l'homme au bandeau noir
- Pascal Ternisien : l'interne
- Philippe Gomez : l'abbé
- Sophie Berkman: la mère de Ronald Fox Terrier
- Ariane Kah : la dame nue à l'hopital

## Production et réalisation

### Scénario et développement
Le film est une adaptation de la nouvelle « Le Miracle », qui fait partie du recueil Nouvelles de l'Anti-Monde, écrit par George Langelaan. Ce recueil contient également la nouvelle « La Mouche », qui sera adaptée au cinéma à plusieurs reprises : La Mouche noire (1958) et son remake La Mouche (1986), ainsi que leurs suites respectives. La nouvelle tout comme le film sont une « satire sur fond d'arnaque à l'assurance et de mercantilisme religieux ».
Initialement, les deux personnages principaux doivent être interprétés par Coluche et Michel Blanc, mais Blanc est finalement retenu au casting du film Tenue de soirée de Bertrand Blier. Après la défection de Michel Blanc, Michel Serrault est choisi pour le remplacer ; il avait déjà tourné deux films avec Coluche (Deux heures moins le quart avant Jésus-Christ et Les Rois du gag). En juin 1986, Coluche meurt dans un accident de moto. Jean-Pierre Mocky ne renonce pas au tournage de son film et choisit Jean Poiret, un choix indiscutable, vu qu'il était le partenaire comique de Michel Serrault. De plus, Jean Poiret était une connaissance de Mocky et avait travaillé avec lui sur plusieurs de ses films.

### Tournage
En 1985, Jean-Pierre Mocky envoie une demande d'autorisation de tournage aux autorités ecclésiastiques de Lourdes, pour tourner dans le sanctuaire. N'appréciant pas le scénario, celles-ci ne délivrent aucune autorisation.

Le tournage débute le 10 août 1986 et se conclut en septembre de la même année. Il a lieu à Lourdes, Salies-de-Béarn et Paris. Malgré l'absence d'autorisation de tournage à Lourdes, l'équipe se rend tout de même dans la ville et tourne illégalement quelques plans devant la grotte de Massabielle — qui sont donc plus pris à la volée que réellement pensés — avant d'être rapidement et brutalement chassée. Ces quelques plans sont conservés au montage. Le tournage se déplace ensuite à Salies-de-Béarn et l'équipe s'installe à l'hôtel du Parc. Pour tourner des scènes censées se dérouler près et dans la grotte de Lourdes, une reconstitution de la grotte et sa source d'eau bénite est réalisé dans une carrière de plâtre du village de Carresse-Cassaber, près de Salies. Selon Jean-Pierre Mocky, la grotte et son bassin ont été minutieusement recrées : 

« J'ai veillé à ce qu'elle soit ressemblante au moindre détail près. Elle est d'ailleurs plus authentique que la vraie puisque j'ai fait reconstruire la piscine miraculeuse devant la grotte ainsi qu'elle se trouvait à l'origine, alors qu'en réalité on l'a déplacée afin d'aménager un parking pour les cars. »

— Jean-Pierre Mocky.
Jean-Pierre Mocky réalise également la bande-annonce du film (la saynète où le réalisateur se confie au confessionnal).

## Sortie
En clin d'œil, Jean-Pierre Mocky fixe la date de sortie du Miraculé le 18 février 1987, ce jour-là étant la Sainte-Bernadette, célébrant Bernadette Soubirous, à qui la Vierge serait apparue. Pour faire la promotion de film, Michel Serrault et Jean Poiret sont les invités du journal d'Antenne 2 le jour de la sortie.
Le film attire 824 303 spectateurs lors de sa sortie en salles française.

## Autour du film
- Ce n'est pas la première fois que Mocky s'attaque à la religion catholique : en 1963 il avait signé Un drôle de paroissien, qui montrait le personnage principal (incarné par Bourvil) piller les troncs des églises. À noter que Jean Poiret, qui incarne l'un des personnages principaux du Miraculé, a aussi un rôle principal dans Un drôle de paroissien.
- Dernier film dans lequel Michel Serrault et Jean Poiret jouent ensemble.
- Jeanne Moreau et Michel Serrault se retrouveront en 1991 pour La Vieille qui marchait dans la mer.
- À la fin du film, Michel Serrault se met à parler en anglais en disant « My God, I Speak ». Cette scène fait référence à la réplique de Peter Sellers dans Docteur Folamour de Stanley Kubrick en 1964 qui, se levant de sa chaise roulante, s'écrie : « Mein Fuhrer, je marche ! »[1]
- Dans la dernière séquence, on reconnaît le futur journaliste Jean-Michel Aphatie parmi les figurants.